# Salsola komarovii
Salsola komarovii là loài thực vật có hoa thuộc họ Dền. Loài này được Iljin miêu tả khoa học đầu tiên năm 1933.